# Sean Lee
(en) Statistiques sur pro-football-reference
Sean Patrick Lee (né le 22 juillet 1986 à Pittsburgh) est un ancien joueur américain de football américain évoluant au poste de linebacker. Il a joué toute sa carrière avec les Cowboys de Dallas, pendant onze saisons.

## Enfance
Sean naît de l'union de Craig Lee et Geralyn Lee. Son grand frère, Conor Lee est placekicker pour l'université de Pittsburgh.

## Carrière

### Université
Après avoir décroché son diplôme de la Upper St. Clair High School, il entre à l'université de Penn State. En 2008, il débute comme linebacker titulaire sous les ordres de l'entraineur Joe Paterno. Il fait 138 tacles lors de la saison 2008 (deuxième de la conférence Big Ten) dont dix-sept tacles contre l'université de l'Illinois. Pour la saison 2009, il est nommé capitaine de l'équipe des Nittany Lions, avec qui il fait une bonne saison.

### Professionnel
Sean Lee est sélectionné au second tour du draft de la NFL de 2010 par les Cowboys de Dallas au cinquante-cinquième choix. Il se blesse lors d'un match de pré-saison 2010 mais revient rapidement. Le 5 décembre 2010, il fait une prestation magistrale contre les Colts d'Indianapolis, interceptant ses deux premières passes en professionnel (passes de Peyton Manning) dont une qu'il retourne en touchdown. Il est nommé par la suite, joueur défensif de la semaine pour la conférence NFC et rookie de la semaine. Il effectue lors de cette saison en quatorze matchs, deux interceptions, deux passes déviées, un fumble et vingt tackles.
Le 27 mai 2014, il se blesse au genou pendant les activités organisées de l'équipe en étant bloqué par le rookie Zack Martin. Il ne joue plus de la saison avec une blessure au ligament croisé antérieur.
Le 17 mars 2020, Lee signe un contrat d'un an pour 4,5 millions de dollars pour rester avec les Cowboys. Il est placé sur la liste des blessés peu avant le début de la saison régulière le 7 septembre. Il est activé le 31 octobre. Il annonce sa retraite le 26 avril 2021.

## Références

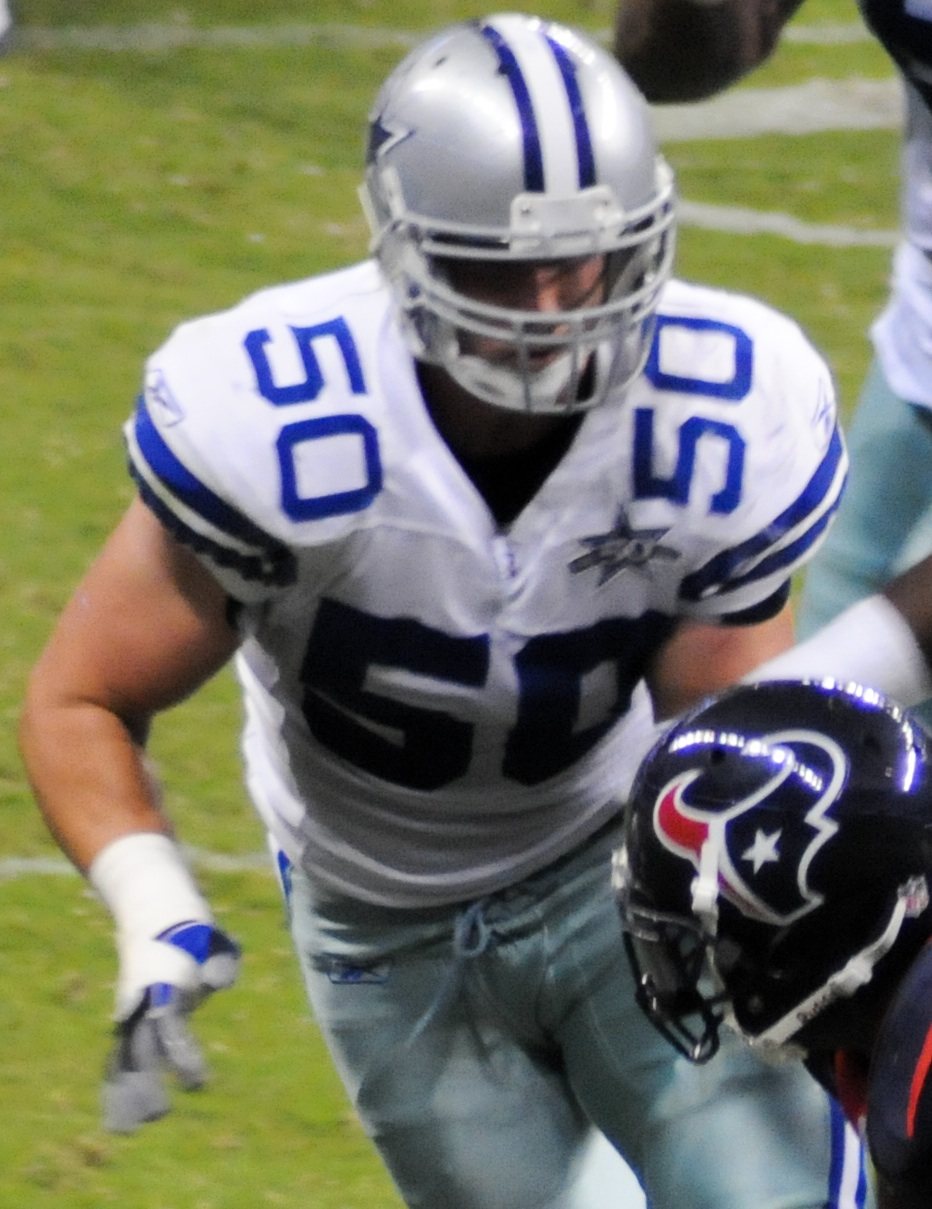
Lee, avec les Cowboys, contre les Texans de Houston.